# عباس بیات
دکتر عباسقلی بیات (عباس بیات)  (زادهٔ ۱۴ ژوئیهٔ ۱۹۴۷، تهران، ایران) یک کارآفرین ایرانی است. او در گذشته رئیس باشگاه فوتبال رویال شارلوا بوده‌است.

## زندگی‌نامه
عباسقلی پسر مرتضی‌قلی بیات (سهام السلطان)، سیاست‌مدار و تاجر ایرانی است. او فارغ‌التحصیل دانشگاه کلمبیا در ایالات متحده می‌باشد.
در سال ۱۹۸۷ او لوئوس میوه را در بلژیک خریداری کرد. سپس، در سال ۱۹۹۷، تولیدکننده آب بلژیکی Chaudfontaine شد و در سال ۲۰۰۰ شرکت بنزو شراب را خریداری کرد.
عباس بیات در سالهای ۲۰۰۰ تا ۲۰۱۲ رئیس و از اعضای هیئت رئیسه باشگاه فوتبال رویال شارلوا بوده‌است.
او عموی مهدی بیات و موگی (مرتضی قلی) بیات است که هر دو در لیگ فوتبال بلژیک فعال هستند.